# Alexander Sergejewitsch Nikulin
Alexander Sergejewitsch Nikulin (russisch Александр Сергеевич Никулин; * 25. August 1985 in Perm, Russische SFSR) ist ein russischer Eishockeyspieler, der zuletzt beim HK Witjas in der Kontinentalen Hockey-Liga spielte. 

## Karriere

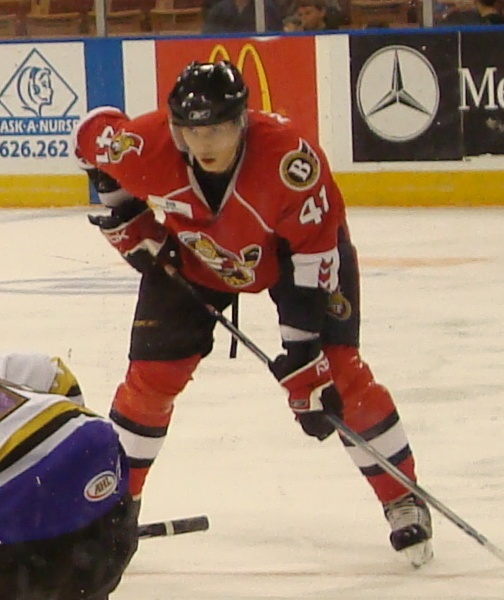
Nikulin im Trikot der Binghamton Senators

Alexander Nikulin begann seine Karriere 2003 beim HK ZSKA Moskau, wo er bis 2007 unter Vertrag stand. Beim NHL Entry Draft 2004 wählten die Ottawa Senators ihn in der vierten Runde an der 122. Stelle aus. In der Saison 2007/08 absolvierte der Stürmer bei den Ottawa Senators zwei NHL-Spiele. In der nächsten Saison stand der Russe einmal für die Phoenix Coyotes auf dem Eis. Von 2007 bis 2009 wurde er meistens in den nordamerikanischen Farmteams eingesetzt. Somit entschloss er sich 2009 zu einer Rückkehr nach Russland zum HK ZSKA Moskau. Im September 2010 wechselte der Center zum Ligarivalen Amur Chabarowsk.
Im Oktober 2012 wurde Nikulin im Tausch gegen Andrei Stepanow und Michail Fissenko an den HK Sibir Nowosibirsk abgegeben. Für Sibir absolvierte er 43 KHL-Partien, in denen er 17 Scorerpunkte erzielte, ehe er nach Saisonende zum HK Spartak Moskau wechselte, für den er bis 2014 45 KHL-Partien absolvierte. Anschließend kehrte er im Mai 2014 zu seinem Heimatverein zurück und kam zu Beginn der Saison 2013/14 in fünf KHL-Partien zum Einsatz. Parallel wurde er bei Buran Woronesch in der zweiten Spielklasse eingesetzt, ehe er im Oktober des gleichen Jahres über den KHL-Waiver von Neftechimik Nischnekamsk verpflichtet wurde. Für Neftechimik absolvierte er lediglich 22 Einsätze in der KHL, ehe er im Juli 2015 zum HK Lada Toljatti wechselte. Nach 16 Einsätzen für Lada, in denen er zwei Scorerpunkte sammelte, wurde er Anfang Oktober des gleichen Jahres gegen Anton Kryssanow vom HK Witjas eingetauscht. Für Witjas spielte Nikulin bis 2019 und absolvierte 133 KHL-Partien für den Klub aus dem Moskauer Oblast.

### International
Mit der russischen Nationalmannschaft nahm Alexander Nikulin an der U20-Junioren-Weltmeisterschaft 2005 teil. In insgesamt sechs WM-Einsätzen erzielte der Russe zwei Scorerpunkte.

## Erfolge und Auszeichnungen
- 2005 Silbermedaille bei der U20-Junioren-Weltmeisterschaft

## Karriere-Statistik
Stand: Ende der Saison 2018/19